# Hlavní nádraží metróállomás
Hlavní nádraží egy metróállomás Prágában a prágai C metró vonalán.

## Szomszédos állomások
A metróállomáshoz az alábbi állomások vannak a legközelebb:
- Florenc (Letňany)
- Muzeum (Háje)

## Átszállási kapcsolatok
| C (Letňany ↔ Háje) | |                                             |
| Állomás            | Átszállási kapcsolatok | Fontosabb létesítmények                     |
| Hlavní nádraží     | 905, 911, AE, Távolsági buszok 5, 9, 15, 26, 95, 98 S1 R10 R16 R17 R18 R19 S2 R20 R21 R26 S3 S4 R43 R49 S5 S65 S7 S8 S88 S9 Prágai főpályaudvar | Prágai főpályaudvar, Prágai Nemzeti Galéria |